# Quilha (aves)

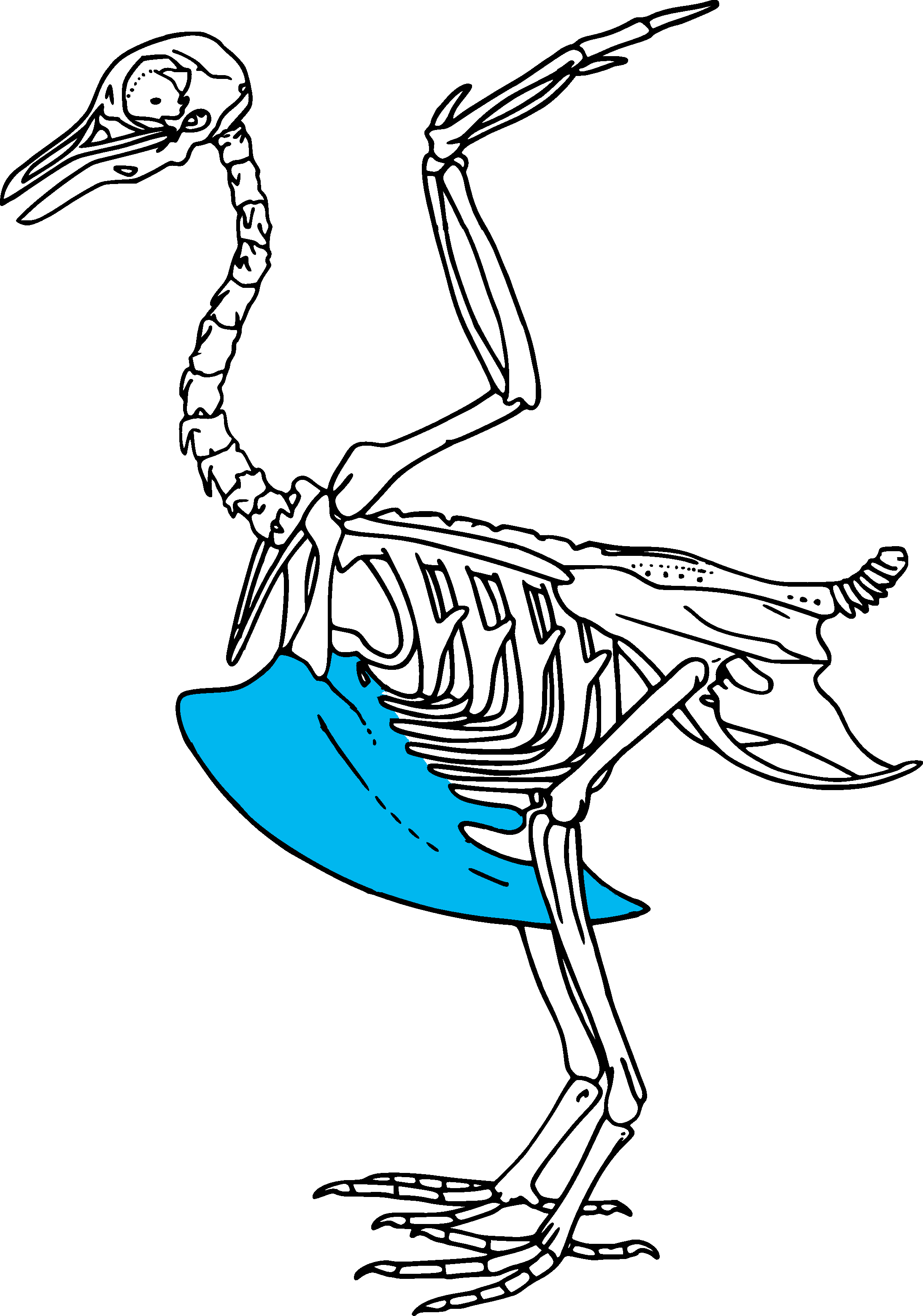
A Quilha de uma pomba.

Quilha do esterno ou carena é o osso interno situado no peito das aves onde prendem-se os músculos que movem as asas, chamados de músculos peitorais, que tem forma de uma quilha de barco. 
É na quilha do esterno, também chamada de carena,  onde ficam os músculos peitorais responsáveis pelos batimentos de asas das aves. Uma carena bem desenvolvida facilita completamente o voo das aves. Essa estrutura é muito importante porque sem ela as aves não conseguiriam fazer um voo. Lembrando que os pinguins possuem quilha para facilitar em seu nado, portanto a quilha não é usada somente para o voo. 